# Lissodrillia
Lissodrillia is een geslacht van weekdieren uit de klasse van de Gastropoda (slakken).

## Soorten
- Lissodrillia arcas Fallon, 2016
- Lissodrillia cabofrioensis Fallon, 2016
- Lissodrillia ebur (Dall, 1927)
- Lissodrillia fasciata Fallon, 2016
- Lissodrillia lactea Fallon, 2016
- Lissodrillia levis Fallon, 2016
- Lissodrillia robusta Fallon, 2016
- Lissodrillia schroederi (Bartsch & Rehder, 1939)
- Lissodrillia simpsoni (Dall, 1887)
- Lissodrillia turgida Fallon, 2016
- Lissodrillia verrillii (Dall, 1881)
- Lissodrillia vitrea Fallon, 2016